# Daula abscissa
Daula abscissa là một loài bướm đêm trong họ Noctuidae.